# NDR-Studio Flensburg

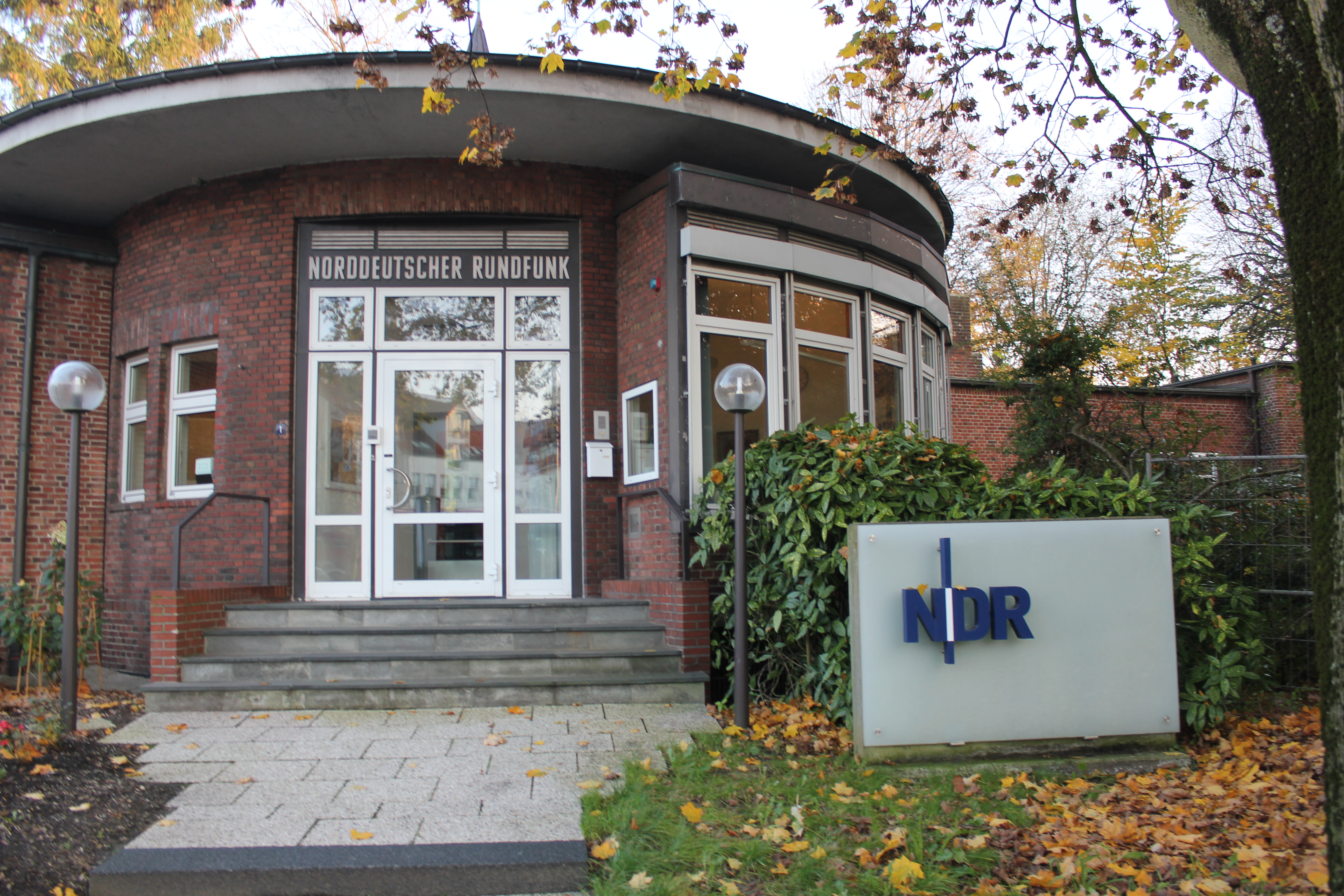
NDR-Studio Flensburg (2011)

Im NDR-Studio Flensburg produziert der Norddeutsche Rundfunk Fernseh- und Hörfunkbeiträge sowie Internet-Artikel, die Themen im Norden Schleswig-Holsteins betreffen. Diese werden hauptsächlich im Schleswig-Holstein Magazin, auf NDR 1 Welle Nord und bei NDR Schleswig-Holstein veröffentlicht. Von 1950 bis 1970 handelte es sich um das einzige NDR-Studio in Schleswig-Holstein, das für das gesamte Bundesland zuständig war. Heute steht das Gebäude als Kulturdenkmal der Flensburger Innenstadt unter Denkmalschutz. Es ist nicht mit dem ehemaligen Sendestudio bei der Alten Post des Reichssenders Flensburg zu verwechseln.

## Geschichte

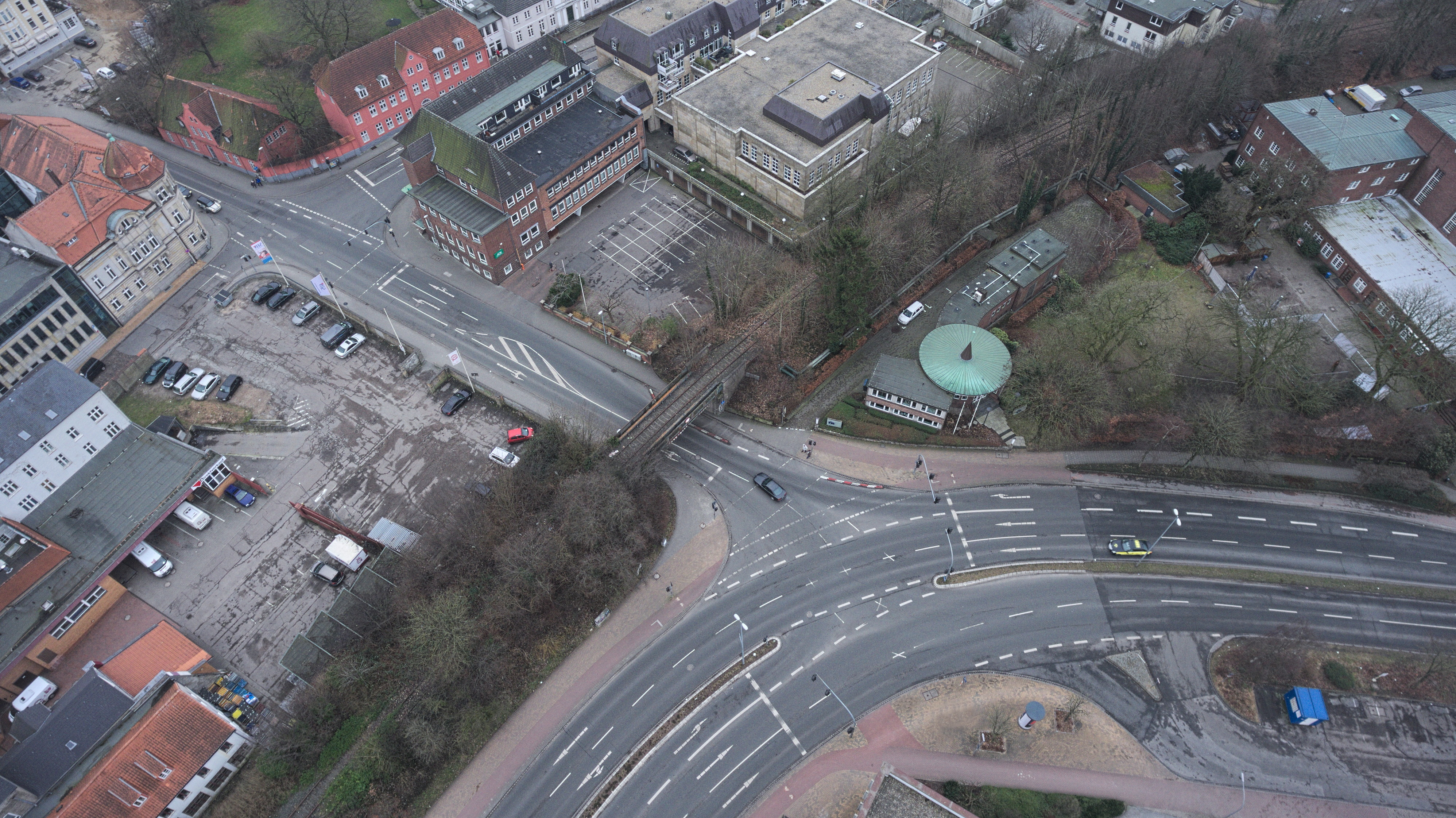
Das NDR-Studio ist von oben noch heute sehr gut am runden Pavillon erkennbar (Foto 2017)

### Entstehung des Gebäudes als Musikpavillon
Das Gebäude in der Friedrich-Ebert-Straße 1, entstand von 1950 bis 1952 als erstes NDR-Studio Schleswig-Holsteins. Hier befand sich der frühere Musikpavillon des Deutschen Hauses. Dieser wurde zusammen mit dem großen Veranstaltungsgebäude in den 1930er Jahren an der damals schon existierenden Straße als offener, runder Musikpavillon des Konzertgartens nach Entwürfen der Architekten Paul Ziegler und Theodor Rieve in Klinker-Mauerwerk errichtet.

### Umbau zum Studio Flensburg
1948 wurden von der Britischen Besatzungsmacht im Februar in Dortmund und im Mai in Oldenburg NWDR-Studios gegründet. Auch in Schleswig-Holstein sollte ein Studio gegründet werden. Für Flensburg statt der Landeshauptstadt Kiel sprachen sich insbesondere der ehemalige NORAG-Intendant Hans Bodenstedt und der spätere Flensburger Oberbürgermeister Heinz Adler aus. Im Kern argumentierten sie mit der These, dass „gerade an der Grenze zu Dänemark ein Zeichen für die deutsche Kultur zu setzen“ sei, weil aus den Nöten heraus, die in der Gegend der Flensburger Förde infolge des Zweiten Weltkriegs entstanden waren, die „Neudänische Bewegung“ an Zulauf gewinnen könnte. Die Gremien des NWDR überzeugte die Argumentation, und so wurde das Flensburger Studio eingerichtet. Im März 1948 stellte der Sender 30.000 Reichsmark für die Einrichtung einer „Veranstaltungsstätte“ zur Verfügung. 1949 wurde Thomas Viktor Adolph vom NWDR nach Flensburg geschickt, um im „Deutschen Haus“ das Studio einzurichten. Aus Platzmangel bezog er zunächst mit einem Übertragungswagen-Fahrer ein Büro in der Angelburger Straße. Kurz darauf entdeckten Adolph und der NWDR-Architekt Walther Beuthin den Musikpavillon im Garten des „Deutschen Hauses“, der mittlerweile an einer verkehrsreichen Straße lag und deshalb zu seinem ursprünglichen Zweck nicht mehr zu verwenden war, aber mit seiner Lage ideal für das gewünschte Studio war. Durch die Nähe zum „Deutschen Haus“ konnten von dort auf einfache Weise Veranstaltungen übertragen werden. Beuthin beschloss, an das kreisrunde Gebäude einen Anbau wie einen „Kometenschweif“ anzufügen. 1952 wurde ein kleiner Anbau im Norden des Gebäudes nach Planung von Dipl.-Ing. Garbers (Hamburg) hinzugefügt.
Das Studio ist heute zwar mit modernster Technik ausgestattet, doch viele alte bauliche Details, insbesondere aus den 1950er Jahren, blieben erhalten. Beispielsweise hängen in einigen Büros noch Lautsprecher mit dem Logo des NWDR. 2007 wurde das Gebäude unter Denkmalschutz gestellt.

### Entscheidung des NWDR für die Ultrakurzwelle und Regionalisierung
Zunächst war vorgesehen, dass vom Studio das Programm nach Hamburg übermittelt werden sollte, um von dort über die Mittelwelle ausgestrahlt zu werden. Aber nach dem verlorenen Krieg existierten zu wenige freie Frequenzen, weshalb sich der NWDR für die Ultrakurzwelle entschied, die zwar eine bessere Empfangsqualität bot, aber den Nachteil hatte, dass die Reichweite geringer war. Doch der Nachteil wurde als Chance genutzt, so kam es zu einer Regionalisierung des Radioprogramms, was dem Studio Flensburg im Laufe seines Bestehens zugutekommen sollte.

### Einweihung und erste Sendungen
Am 12. November 1950 wurde die Eröffnung des Studios im „Deutschen Haus“ gefeiert. Das Sinfonieorchester des NWDR spielte die Jupiter-Sinfonie von Wolfgang Amadeus Mozart. Als Ehrengast wohnte der Künstler Emil Nolde der Einweihung bei. CDU-Ministerpräsident Walter Bartram sprach zunächst einige Gratulationsworte. Anschließend erklärte der NWDR-Generaldirektor Adolf Grimme, dass das Studio die Aufgabe habe, über die Flüchtlingsproblematik zu berichten und zudem als „Brückenbauer an der Grenze zu Dänemark Flagge zeigen“ solle.
Die erste Radio-Sendung wurde am 23. Dezember 1950 ausgestrahlt. Am 16. Mai 1951 strahlte das Studio Flensburg für ganz Schleswig-Holstein erstmals die langjährig erfolgreiche und heute noch existierende Sendung Von Binnenland und Waterkant aus. Auch die Plattdeutsche Sendereihe Bi uns in’t Dörp ging auf Sendung. Außerdem wurde über Dänemark berichtet. Für die Grenzregion entstand die Sendung Der große Grenzverkehr. Daneben wurde aber auch aus dem Landtag in Kiel berichtet.

### Strukturveränderen des NDR zwischen 1955 und 1970
Mitte der 1950er Jahre wurde der NWDR in den NDR und den WDR aufgespalten. Aus dem NWDR-Studio Flensburg wurde das NDR-Studio Flensburg. 1965 wurde in Kiel ein neues Studio eingerichtet, das zur neuen NDR-Zentrale Schleswig-Holsteins wurde. 1970 wurde das Studio in Kiel zum Funkhaus. Kiel berichtete mit dem Aufbau der Strukturen im Schwerpunkt über Holstein sowie über die Landespolitik direkt aus dem Landtag. Flensburg zog sich auf den Landesteil Schleswig zurück. Die Sendung „Von Binnenland und Waterkant“ wird seitdem aus Kiel gesendet. Die Zahl der Reporter des Studios Flensburg sank danach zeitweilig auf zwei.

### Berichterstattung von der Schneekatastrophe 1978/1979
Während der Schneekatastrophe 1978/1979 war Angeln über Tage abgeschnitten, auch die Stromversorgung war unterbrochen. Nur noch über batteriebetriebene Radios konnte sich die dortige Bevölkerung über die Gesamtlage informieren. Berichte aus dem Studio Flensburg wurden im gesamten ARD-Programm übertragen.

### Studio des Landesfunkhauses Schleswig-Holstein
1978 wurde der NDR-Staatsvertrag neu verhandelt. Die Berichterstatter-Perspektive aus dem eher links geführten Hamburg sollte durch eine Regionalisierung abgemildert werden. Neben der Hamburger Zentrale entstanden die heutigen „Landesfunkhäuser“ in Hannover, Hamburg und Kiel. Diese bekamen jeweils die Aufgabe, ein eigenes Hörfunkprogramm und ein Regionalmagazin fürs Fernsehen zu produzieren. Seit 1981 nutzt die damals eingerichtete NDR 1 Welle Nord das Studio für Sendungen. 1982 entstanden zudem drei weitere kleine Studios in Lübeck, Heide und Norderstedt für die Berichterstattung aus Schleswig-Holstein.
Trotz dieser Strukturveränderungen sollte sich das „Studio Flensburg“ weiterhin dem ganzen Landesteil Schleswig widmen. Dieser besteht aus den Kreisen Nordfriesland und Schleswig-Flensburg sowie der Stadt Flensburg. Heute leben dort 440.000 Menschen. In der angrenzenden Region Sydjylland leben zudem noch weitere 250.000 Menschen. Die Regionen Eiderstedt und Stapelholm werden inzwischen vom NDR Studio Heide betreut.
1998 wurde das Studio digitalisiert. Die Hörfunkbeiträge werden seit dieser Zeit von den Reportern selbst geschnitten und fertiggestellt, Tontechniker werden nicht mehr benötigt. So entstand Platz für ein kleines Fernsehstudio, das im Jahr 2000 eingerichtet wurde, und aus dem heute live, beispielsweise für das Schleswig-Holstein Magazin, gesendet werden kann. Seit 2007 ist auch das Fernsehstudio digitalisiert. Es wurde damit zum zweiten Fernsehstudio der Stadt neben dem Offenen Kanal Flensburg.

## Das Studio heute
Jährlich entstehen in Flensburg rund 400 Filmbeiträge für das NDR- und ARD-Programm.
Hinzu kommen rund 2.500 Radiobeiträge für das Landesfunkhaus, den NDR sowie die ARD. Speziell für den Norden Schleswig-Holsteins meldet sich das NDR-Studio Flensburg im Hörfunk derzeit wochentags um 10.30 Uhr und 16.30 Uhr zu Wort. Zu diesen Zeiten schaltet sich NDR 1 Welle Nord in den fünf Studiogebieten auseinander. Es läuft jeweils ein zweiminütiger Nachrichtenüberblick oder ein Bericht über ein Schwerpunktthema aus der Region. Die Ausstrahlung aus Flensburg erfolgt auf UKW 89,6 MHz (Sender Flensburg) und 90,9 MHz (Sender Morsum/Sylt) sowie im Digitalradio DAB+ über die Standorte Flensburg, Sylt, Husum, Schleswig und Kappeln auf Kanal 12B und im Internetstream von NDR 1 Welle Nord Flensburg. Die weitaus meisten Berichte liefern die Reporter dem landesweit gesendeten Programm von NDR 1 Welle Nord zu. Regelmäßig laufen in Flensburg produzierte Beiträge auch auf NDR Info, gelegentlich auch auf NDR 2, NDR Kultur, N-Joy und bei größeren Ereignissen auch auf anderen ARD-Hörfunkwellen. Realisiert werden Hörfunk- und Fernsehbeiträge meist von freien Mitarbeitern, die durch Rahmenverträge mittel- oder langfristig an das Studio gebunden sind.
Es entstehen auch Hörfunkbeiträge in Friesischer Sprache, die abends im Regionalgebiet ausgestrahlt werden. Zudem wird in Flensburg seit 2022 das deutsch-dänische Fernsehmagazin Grænzenlos in Zusammenarbeit mit TV Syd produziert.

## Redaktionelle Mitarbeiter

### Aktuell
- Nadina von Studnitz (Leitung seit 2016 mit Unterbrechung)
- Frank Goldenstein
- Maren Grünewald
- Karin Haug (Friesisch)
- Isabel Hofmann
- Peer-Axel Kroeske
- Lisa Knittel
- Simone Mischke (ehem. Steinhardt)
- Mirja Pape
- Andreas Rackow
- Birte Steuer
- Jörn Zahlmann

### Ehemalige

#### Studioleiter
- Thomas Viktor Adolph (1950–1965)
- Rolf Heinrich Wecken (1965–1988, davor Mitarbeiter und stv. Leiter)
- Peter Axmann (1988–2005)
- Werner Junge (2005–2016, in den 1980ern bereits Mitarbeiter)
- Jörg Jacobsen (2022–2023)

#### Redaktionell
- Waldemar Kuckuck (1951–1969)
- Ernst A. Stolte (1951–1963)
- Ingrid Lorenzen (1954–1966)
- Irmgard Harder (1954–1997)
- Annegret Ströh (1971–2016)
- Andrea Kunsemüller (1972–1973)
- Thietmar Hambach (1973–1985)
- Kay Wohlsen (1985–2012)
- Ilse Clausen (1987–2003)
- Torsten Haase (1989–1999)
- Karin Lorenzen (1990er-2022, ehem. Henningsen)
- Peter Volgmann (1993–2006)
- Jan Gömer (2000–2012)
- Inga Christiansen (2003–2006, jetzt Schneider)
- Dortje Harders (2007–2013)
- Sebastian Parzanny (2008–2013)
- Leslie Hodam (2012–2013)
- Cornelius von Tiedemann (2013–2014)[8]
- Cassandra Arden (2015–2018)
- Lukas Knauer (2016–2022)
- Nils Hansen (2018–2022)
- Jan Altmann (2019)

#### Weitere
- Bernd Diercksen (Fahrer 1950er)
- Wolfgang Gerlach (Technik 1980er-2010er)

(evtl. unvollständig)